# Enrico Onofri
Enrico Onofri (ur. 1 kwietnia 1967 w Rawennie) – włoski skrzypek i dyrygent specjalizujący się w wykonawstwie muzyki barokowej na starych instrumentach (nurt wykonawstwa historycznego).
Enrico Onofri jest często zapraszany do udziału w występach zespołów takich jak La Capella Reial de Catalunya pod dyrekcją Jordiego Savalla, Concerto Italiano w reżyserii Rinaldo Alessandriniego, czy Concentus Musicus pod dyrekcją Nikolausa Harnoncourta.
Jako koncertmistrz Il Giardino Armonico od 1987 roku brał udział w nagraniach dla wytwórni Teldec w interpretacji włoskiego repertuaru na skrzypce i orkiestrę.
Od 2000 roku uczy gry na skrzypcach barokowych w Konserwatorium Baroku Belliniego w Palermo.
Od 2002 roku Enrico Onofri występuje w Europie oraz Japonii również jako dyrygent. Od 2005 roku jest dyrektorem zespołu Divino Sospiro, rezydującego w Centrum Kultury w Belėm w Lizbonie. W 2000 roku założył zespół Imaginarium.
W 2008 roku został zaproszony do prowadzenia i towarzyszenia Orkiestrze Barokowej Unii Europejskiej.